# Élections cantonales de 1892 dans la Somme
Les élections cantonales françaises de 1892 ont eu lieu le 31 juillet et 7 août 1892.

## Contexte départemental

### Assemblée départementale sortante
Avant les élections, le conseil général de la Somme est présidé par Gustave-Louis Jametel (Rép.), à la tête du département depuis 1890. Il comprend 41 conseillers généraux issus des 41 cantons de la Somme. 21 d'entre eux sont renouvelables lors de ces élections.
| Parti                              | Sigle | Sigle    | Élus |
| ---------------------------------- | ----- | -------- | ---- |
| Centre (21 sièges)                 |       |          |      |
| Association nationale républicaine |       | Rép.     | 18   |
| Union libérale                     |       | Libéral  | 3    |
| Droite (12 sièges)                 |       |          |      |
| Conservateurs                      |       | Cons.    | 12   |
| Gauche (7 sièges)                  |       |          |      |
| Républicains radicaux              |       | Rad.     | 4    |
| Radicaux-socialistes               |       | Rad-soc. | 3    |
| Président du conseil général       |       |          |      |
| Gustave-Louis Jametel (Libéral)    |       |          |      |

## Conseil général élu
| Canton                 | Conseiller sortant          | Étiquette | Candidat élu            | Étiquette |
| ---------------------- | --------------------------- | --------- | ----------------------- | --------- |
| Abbeville-Nord         | Alexandre de Poilly         | Rép.      | Alexandre de Poilly     | Rép.      |
| Ailly-le-Haut-Clocher  | Ernest Gignon               | Rép.      | Ernest Gignon           | Rép.      |
| Ailly-sur-Noye         | Oswald de Fransures         | Cons.     | Oswald de Fransures     | Cons.     |
| Amiens-Nord-Est        | Alphonse Decaix-Matifas     | Rad.      | Alphonse Decaix-Matifas | Rad.      |
| Amiens-Sud-Ouest       | Frédéric Petit              | Rad-soc.  | Frédéric Petit          | Rad-soc.  |
| Bernaville             | Ernest Legrand              | Rép.      | Ernest Legrand          | Rép.      |
| Boves                  | Ernest Cauvin               | Rép.      | Ernest Cauvin           | Rép.      |
| Bray-sur-Somme         | Eugène François             | Rép.      | Eugène François         | Rép.      |
| Combles                | Jules Derly                 | Rép.      | Jules Derly             | Rép.      |
| Doullens               | Victor Sydenham             | Libéral   | Octave Dusevel          | Rad-soc.  |
| Gamaches               | Léopold Delattre            | Rép.      | Léopold Delattre        | Rép.      |
| Nesle                  | Louis Honoré                | Cons.     | Hector Lamotte          | Rép.      |
| Nouvion                | Fernand Maquennehen         | Rad.      | Fernand Maquennehen     | Rad.      |
| Oisemont               | Albert Dauphin              | Libéral   | Albert Dauphin          | Libéral   |
| Picquingy              | Henri Saint                 | Rép.      | Henri Saint             | Rép.      |
| Poix-de-Picardie       | Louis Rameau                | Rép.      | Louis Rameau            | Rép.      |
| Roisel                 | Henri Vion                  | Rép.      | Henri Vion              | Rép.      |
| Rosières-en-Santerre   | Ernest Leroy                | Rép.      | Ernest Leroy            | Rép.      |
| Roye                   | Émile Duquesnel             | Rép.      | Émile Duquesnel         | Rép.      |
| Saint-Valery-sur-Somme | Louis Briet de Rainvilliers | Cons.     | Ernest Gellé            | Rép.      |
| Villers-Bocage         | Louis Gourdin*              | Rép.      | Arsène Debeauvais       | Rép.      |

*Conseillers généraux sortants ne se représentant pas

### Élus
| Partis       | Partis                             | Conseillers sortants | Conseillers élus | Évolution     |
| ------------ | ---------------------------------- | -------------------- | ---------------- | ------------- |
|              | Association nationale républicaine | 13                   | 15               | 2             |
|              | Union libérale                     | 2                    | 1                | 1             |
| Total Centre | Total Centre                       | 15                   | 16               | 1             |
|              | Républicains radicaux              | 2                    | 2                | en stagnation |
|              | Radicaux-socialistes               | 1                    | 2                | 1             |
| Total Gauche | Total Gauche                       | 3                    | 4                | 1             |
|              | Conservateurs                      | 3                    | 1                | 2             |
| Total Droite | Total Droite                       | 3                    | 1                | 2             |

### Groupes politiques
| Parti                              | Sigle | Sigle    | Élus |
| ---------------------------------- | ----- | -------- | ---- |
| Centre (23 sièges)                 |       |          |      |
| Association nationale républicaine |       | Rép.     | 21   |
| Union libérale                     |       | Libéral  | 2    |
| Droite (10 sièges)                 |       |          |      |
| Conservateurs                      |       | Cons.    | 10   |
| Gauche (8 sièges)                  |       |          |      |
| Républicains radicaux              |       | Rad.     | 4    |
| Radicaux-socialistes               |       | Rad-soc. | 4    |
| Président du conseil général       |       |          |      |
| Albert Dauphin (Libéral)           |       |          |      |